# العلاقات الهندية الوسط إفريقية
العلاقات الهندية الوسط أفريقية هي العلاقات الثنائية التي تجمع بين الهند وجمهورية أفريقيا الوسطى.

## مقارنة بين البلدين
هذه مقارنة عامة ومرجعية للدولتين:
| وجه المقارنة                                              | الهند                       | جمهورية أفريقيا الوسطى      |
| --------------------------------------------------------- | --------------------------- | --------------------------- |
| المساحة (كم2)                                             | 3.29 مليون                  | 622.98 ألف                  |
| عدد السكان (نسمة)                                         | 1.35 مليار                  | 4.66 مليون                  |
| الكثافة السكانية (ن./كم²)                                 | 410.33                      | 7.48                        |
| العاصمة                                                   | نيودلهي                     | بانغي                       |
| اللغة الرسمية                                             | اللغة الهندية، لغة إنجليزية | لغة فرنسية، اللغة السانغوية |
| العملة                                                    | روبية هندية                 | فرنك وسط أفريقي             |
| الناتج المحلي الإجمالي (بليون دولار)                      | 2.60 تريليون                | 1.95 مليار                  |
| الناتج المحلي الإجمالي (تعادل القوة الشرائية) بليون دولار | 8.00 تريليون                | 3.03 مليار                  |
| الناتج المحلي الإجمالي الاسمي للفرد دولار أمريكي          | 1.60 ألف                    | 323                         |
| الناتج المحلي الإجمالي للفرد دولار أمريكي                 | 5.70 ألف                    | 594                         |
| مؤشر التنمية البشرية                                      | 0.609                       | 0.350                       |
| رمز المكالمات الدولي                                      | +91                         | +236                        |
| رمز الإنترنت                                              | .in، .भारत ‏، .بھارت ‏،        | .cf                         |
| المنطقة الزمنية                                           | ت ع م+05:30، توقيت الهند    | ت ع م+01:00                 |

## منظمات دولية مشتركة
يشترك البلدان في عضوية مجموعة من المنظمات الدولية، منها:
| علم المنظمة | اسم المنظمة                        | تاريخ انضمام الهند | تاريخ انضمام جمهورية أفريقيا الوسطى |
| ----------- | ---------------------------------- | ------------------ | ----------------------------------- |
|             | يونسكو                             | 4 نوفمبر 1946      | 11 نوفمبر 1960                      |
|             | الفريق المعني برصد الأرض           | ?                  | ?                                   |
|             | مؤسسة التمويل الدولية              | 20 يوليو 1956      | 1 أبريل 1991                        |
|             | منظمة حظر الأسلحة الكيميائية       | ?                  | ?                                   |
|             | مؤسسة التنمية الدولية              | 24 سبتمبر 1960     | 27 أغسطس 1963                       |
|             | منظمة التجارة العالمية             | 1995               | ?                                   |
|             | وكالة ضمان الاستثمار متعدد الأطراف | 6 يناير 1994       | 8 سبتمبر 2000                       |
|             | الاتحاد البريدي العالمي            | ?                  | ?                                   |
|             | الاتحاد الدولي للاتصالات           | 1869               | 2 ديسمبر 1960                       |
|             | منظمة الشرطة الجنائية الدولية      | ?                  | ?                                   |
|             | الأمم المتحدة                      | 30 أكتوبر 1945     | 20 سبتمبر 1960                      |
|             | البنك الدولي للإنشاء والتعمير      | 27 ديسمبر 1945     | 10 يوليو 1963                       |
|             | البنك الإفريقي للتنمية             | ?                  | ?                                   |

## وصلات خارجية
- موقع وزارة الخارجية الهندية